# Mother (canção de Axel Hirsoux)
Mother é uma canção do cantor Axel Hirsoux, que teve lugar em Copenhaga, na Dinamarca.
A referida canção foi interpretada em inglês por Axel Hirsoux. Foi a décima-quinta canção a ser interpretada na noite da 1ª semi-final, depois da canção da Ucrânia "Tick-Tock" e antes da canção da Moldávia "Wild Soul". Terminou a competição em 14.º lugar tendo recebido 28 pontos, não conseguindo passar à final.

## Faixas e formatos
| Download digital |                          |         |  |
| N.º              | Título                   | Duração |  |
| 1.               | "Mother (Eurosong 2014)" | 3:00    |  |

## Desempenho

### Posição nas Paradas
| País                              | Melhor posição |
| --------------------------------- | -------------- |
| Bélgica (Ultratop 50 de Flandres) | 7              |
| Bélgica (Ultratop 50 da Valônia)  | 32             |